# Le Doulieu
Le Doulieu è un comune francese di 1 424 abitanti situato nel dipartimento del Nord nella regione dell'Alta Francia.

## Società

### Evoluzione demografica
Abitanti censiti